# Ribeira de Piquín
Ribeira de Piquín is een gemeente in de Spaanse provincie Lugo in de regio Galicië met een oppervlakte van 66 km². Ribeira de Piquín telt 570 inwoners (1 januari 2016).